# The Forgotten Tales
The Forgotten Tales (срп. Заборављене приче) је први компилацијски албум немачког пауер метал бенда Блајнд гардијан. Објављен је 1996. док је насловну страну одрадио Андреас Маршач. The Forgotten Tales садржи неколико обрада популарних песама као што су "Mr. Sandman", "Surfin' U.S.A." и "Spread Your Wings", као и алтернативне верзије претходних радова бенда. Албум је ремастеризован и реиздат 15. јуна 2007. године са бонус песмама и видео снимцима.

## Песме
1. "Mr. Sandman" (The Chordettes обрада) – 2:09 (Пат Балард)
2. "Surfin' U.S.A." (The Beach Boys обрада) – 2:23 (Брајан Вилсон/Чак Бери)
3. "Bright Eyes" (Акустична верзија) – 4:20 (Андре Олбрих/Ханси Кирш)
4. "Lord of the Rings" (Оркестарска верзија) – 3:55 (Маркус Зипен/Кирш)
5. "The Wizard" (Јураја Хип обрада) – 3:16 (Кен Хенсли)
6. "Spread Your Wings" (Квин обрада) – 4:14 (Џон Дикон)
7. "Mordred's Song" (Акустична верзија) – 5:16 (Олбрих/Кирш)
8. "Black Chamber" (Оркестарска верзија) – 1:15 (Кирш)
9. "The Bard's Song" (Уживо) – 4:11 (Олбрих/Кирш)
10. "Barbara Ann/Long Tall Sally" (The Regents/Little Richard обрада) – 1:43 (Фред Фасерт/Енотрис Џонсон/Роберт Блеквел/Ричард Пениман )
11. "A Past and Future Secret" – 3:47 (Олбрих/Кирш)
12. "To France" (Мајк Олдфилд обрада) – 4:40 (Мајк Олдфилд)
13. "Theatre of Pain" (Оркестарска верзија) – 4:15 (Олбрих/Кирш/Матиас Вајснер)

- Реиздање из 2007. са бонус песмама

1. "Hallelujah" (Дип перпл обрада) – 3.18 (Роџер Гринвеј/Роџер Кук)
2. "Beyond the Realms of Death" (Џудас прист обрада) – 7.02 (Роб Халфорд/Ле Бинкс)
3. "Don't Talk to Strangers" (Дио обрада) – 4.49 (Рони Џејмс Дио)
4. "Mr. Sandman" (Видео) (Пат Балард)
5. "The Bard's Song" (Видео) (Олбрих/Кирш)

## Састав

### Бенд
- Ханси Кирш – вокал и бас-гитара
- Андре Олбрих – соло, ритам и акустична гитара
- Маркус Зипен – ритам-гитара
- Томен Штаух – бубњеви

### Гостујући музичари
- Матијас Вајснер - ефекти и бас
- Михаел Шурен - клавир
- Били Кинг, Томас Хакман, Рони Аткинс, Ролф Кухлер - помоћни вокали